# Walter Serrano
Walter Omar Serrano (San Nicolás de los Arroyos, Provincia de Buenos Aires, Argentina, 2 de julio de 1986) es un futbolista argentino. Juega como mediocentro y su equipo actual es Club de Regatas San Nicolás de la Liga Nicoleña de Fútbol.

## Trayectoria
En San Nicolás, Walter fue jugador de: Fútbol San Nicolás, Conesa y La Emilia, vistiendo la camiseta de Baby fútbol de San Cayetano y Belgrano. Es hincha confeso de River Plate.

### Atlético de Rafaela
Walter Serrano hizo inferiores en Atlético Rafaela club al que llegó en el 2005 jugando en la 4.ª división, al siguiente año es promovido al equipo principal. El 14 de junio de
2008 debuta como profesional contra San Martín de Tucumán en un empate 1 a 1. El 27 de agosto de 2011 convierte su primer gol en Primera División en una victoria 3 a 1 contra Olimpo luego sería reemplazado. Jugó poco más de 5 temporadas en el club siendo uno de los jugadores más identificados con el equipo. En el 2009 vivió una los capítulos más triste de su carrera al perder la definición de Promoción frente a Gimnasia y Esgrima en los últimos minutos, en un partido donde el lobo lo anotó 3 goles en los últimos minutos y le dio vuelta a la llave. Jugó al lado de Marcelo Barovero, Alejandro Faurlin, Axel Werner.

### Argentinos Juniors
Luego de casi 8 años en el club, El negro decide irse a préstamo a Argentinos Juniors por una temporada a pesar de tener una oferta del medio oriente, fue dirigido por Claudio Borghi y gozó de continuidad teniendo un gran rendimiento en el bicho.
A mediados del 2014 regresó al club perteneciente de su pase Atlético Rafaela. Como anécdota cuando era jugador de Atlético Rafaela, celebró el campeonato de River Plate en el camerino de los jugadores del Millo.
A inicios del 2017 firmó por Godoy Cruz de Mendoza por 2 temporadas y media para jugar el torneo local y la Copa Libertadores 2017. Sin embargo, reiteradas lesiones le impidieron consolidarse en el equipo y perdió continuidad.
A pesar de tener un año más de contrato decidió rescindirlo. Fue anunciado como nuevo refuerzo del Club Atlético San Martín, sin embargo a los días siguientes se anunció que no continuaba.
En febrero del 2020 se anuncia como nuevo refuerzo de la Academia Cantolao para afrontar la Primera División del Perú por todo el año, esta incursión fue su primera vez en el extranjero. Además, fue dirigido por su compatriota Hernan Lisi quien fue el encargado de llevarlo a Perú. Luego de un semestre irregular, logra salvarse del descenso en la última fecha del torneo peruano.
Finalmente, opta por alejarse del elenco incaíco debido a una oferta de la Primera División de Malta. El 18 de enero fue oficializado como nuevo refuerzo de Lija Athletic de Malta. Jugará al lado de sus compatriotas Juan Gill, Gonzalo Virano y Fernando Brandán.

## Clubes
| Club                        | País      | Año               | PJ  | G |
| --------------------------- | --------- | ----------------- | --- | - |
| Atlético Rafaela            | Argentina | 2008 - 2013       | 132 | 5 |
| Argentinos Juniors          | Argentina | 2013 - 2014       | 32  | 0 |
| Atlético Rafaela            | Argentina | 2014 - 2016       | 45  | 3 |
| Godoy Cruz de Mendoza       | Argentina | 2017 - 2018       | 4   | 0 |
| Defensores de Belgrano (VR) | Argentina | 2018 - 2019       | 41  | 1 |
| Academia Cantolao           | Perú      | 2020              | 19  | 0 |
| Lija Athletic               | Malta     | 2021              | 10  | 0 |
| Marsaxlokk FC               | Malta     | 2021 - Actualidad | -   | - |

## Palmarés

### Campeonatos nacionales
| Título                           | Club                | Sede     | Año     |
| -------------------------------- | ------------------- | -------- | ------- |
| Campeonato de Primera B Nacional | Atlético de Rafaela | Santa Fe | 2010/11 |